# Colostygia sauteri
Colostygia sauteri är en fjärilsart som beskrevs av Rezbanyai 1977. Colostygia sauteri ingår i släktet Colostygia och familjen mätare. Inga underarter finns listade i Catalogue of Life.